# Élections générales britanniques de 1997 en Écosse
Des élections générales britanniques ont lieu le 1er mai 1997 pour élire la 52e législature du Parlement du Royaume-Uni. L'Écosse élit 72 des 659 députés.

## Résultats
| Partis | Partis              | Voix      | Voix  | Voix       | Total des sièges | Total des sièges | Total des sièges |
| Partis | Partis              | Votes     | %     | +/−        | Sièges           | +/−              |                  |
| ------ | ------------------- | --------- | ----- | ---------- | ---------------- | ---------------- | ---------------- |
|        | Travailliste        | 1 283 350 | 45,6  | 6,6        | 56 / 72          | 6                |                  |
|        | SNP                 | 621 550   | 22,1  | 0,6        | 6 / 72           | 3                |                  |
|        | Conservateur        | 493 059   | 17,5  | 8,2        | 0 / 72           | 11               |                  |
|        | Libéraux-démocrates | 365 362   | 13,0  | 0,1        | 10 / 72          | 1                |                  |
|        | Autres              | 53 427    | 2,0   | 1,2        | 0 / 72           | stagnation       |                  |
| Total  | Total               | 2 816 748 | 100,0 | stagnation | 72 / 72          | stagnation       |                  |